# Faut trouver le joint
Pour plus de détails, voir Fiche technique et Distribution.
Faut trouver le joint (Up in Smoke) est un film humoristique américain réalisé par Lou Adler et sorti en 1978. C'est le premier film dont le duo Cheech & Chong (en) tient le rôle principal.

## Synopsis
Deux fumeurs de cannabis vont vivre des aventures extraordinaires.

## Fiche technique
- Réalisation : Lou Adler et Tommy Chong
- Scénario : Tommy Chong, Cheech Marin
- Producteur : Lou Adler
- Musique : Waddy Wachtel
- Photo : Jules Brenner et Gene Polito
- Montage : Scott Conrad
- Durée : 86 minutes
- Pays :  États-Unis
- Langue : anglais - espagnol

## Distribution
- Cheech Marin (VF : Gérard Hernandez) : Pedro De Pacas
- Tommy Chong (VF : Francis Lax) : Anthony 'Man' Stoner
- Edie Adams (VF : Maria Tamar) : Mrs. Tempest Stoner
- Strother Martin (VF : Claude Joseph) : Arnold Stoner
- Stacy Keach (VF : Marc de Georgi) : Stedenko
- Louisa Moritz (VF : Jeanine Forney) : Gloria Whitey
- Zane Buzby (VF : Perrette Pradier) : Jade
- Christopher Joy (VF : Med Hondo) : Curtis
- Tom Skerritt (VF : Daniel Gall) : Strawberry
- Jose Pulido (VF : Marc Cassot) : Juan
- Anne Wharton (VF : Sylviane Margollé) : Debbie
- Akemi Kikumura (VF : Annie Balestra) : Toyota Kawasaki
- Karl Johnson (en) (VF : Jacques Richard) : l'inspecteur Clyde